# Zauri Makharadze
Zauri Makharadze (en ucraniano : Махарадзе Заурі Анзорієвич) (Balta, 24 de marzo de 1993) es un futbolista ucraniano que juega de guardameta en el F. C. Zarya Lugansk de la Liga Premier de Ucrania.
Makharadze fue convocado por la selección Ucrania sub-21 en enero de 2014 para participar en la Copa Commonwealth 2014 en San Petersburgo, Rusia.

## Estadísticas

### Clubes
Actualizado el 17 de mayo de 2014.
| Club                            | Temporada           | Liga | Liga | Copa nacional | Copa nacional | Total | Total | Prom. · |
| Club                            | Temporada           | PJ   | G    | PJ            | G             | PJ    | G     | Prom. · |
| ------------------------------- | ------------------- | ---- | ---- | ------------- | ------------- | ----- | ----- | ------- |
| F. C. Olimpik Donetsk · Ucrania | 2011-12             | 4    | 0    | 0             | 0             | 4     | 0     | 0,00    |
| F. C. Olimpik Donetsk · Ucrania | 2012-13             | 6    | 0    | 1             | 0             | 7     | 0     | 0,00    |
| F. C. Olimpik Donetsk · Ucrania | 2013-14             | 23   | 0    | 0             | 0             | 23    | 0     | 0,0     |
| F. C. Olimpik Donetsk · Ucrania | Total               | 33   | 0    | 1             | 0             | 34    | 0     | 0,0     |
| Total en su carrera             | Total en su carrera | 33   | 0    | 1             | 0             | 34    | 0     | 0,0     |

### Selecciones
Actualizado el 17 de mayo de 2014.
| Selección           | Temporada           | Europa | Europa | Mundial | Mundial | Amistosos | Amistosos | Total | Total | Prom. · |
| Selección           | Temporada           | PJ     | G      | PJ      | G       | PJ        | G         | PJ    | G     | Prom. · |
| ------------------- | ------------------- | ------ | ------ | ------- | ------- | --------- | --------- | ----- | ----- | ------- |
| Sub-18 · Ucrania    | 2010-11             | 0      | 0      | 0       | 0       | 1         | 0         | 1     | 0     | 0,00    |
| Sub-18 · Ucrania    | Total               | 0      | 0      | 0       | 0       | 1         | 0         | 1     | 0     | 0,0     |
| Sub-21 · Ucrania    | 2013-14             | 0      | 0      | 0       | 0       | 5         | 0         | 5     | 0     | 0,00    |
| Sub-21 · Ucrania    | Total               | 0      | 0      | 0       | 0       | 5         | 0         | 5     | 0     | 0,0     |
| Total en su carrera | Total en su carrera | 0      | 0      | 0       | 0       | 6         | 0         | 6     | 0     | 0,0     |